# Manastir (obwód Chaskowo)
Manastir (bułg. Манастир) – wieś w południowej Bułgarii, znajdująca się w obwodzie Chaskowo, gminie Chaskowo. Według danych Narodowego Instytutu Statystycznego w Bułgarii, 31 grudnia 2011 roku wieś liczyła 216 mieszkańców.